# Hystriomyia fetissowi
Hystriomyia fetissowi là một loài ruồi trong họ Tachinidae.